# Icaricia icarioides
Espèce
Icaricia icarioides est une espèce nord-américaine de lépidoptères de la famille des Lycaenidae et de la sous-famille des Polyommatinae.

## Description

### Imago
L'imago d’Icaricia icarioides est un petit papillon qui présente un dimorphisme sexuel : le dessus a une coloration bleu violet bordée de brun chez le mâle, et brune suffusée de bleu chez la femelle. Le revers est gris clair orné, de rangées de points noirs cerclés de blanc.

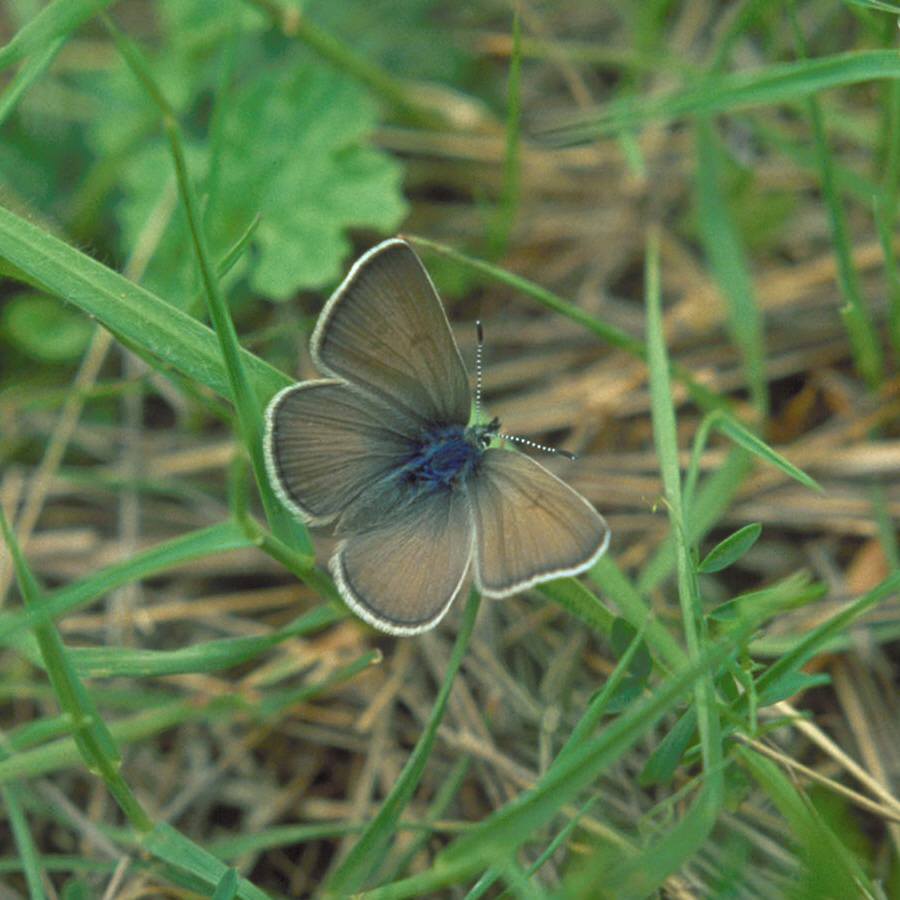
Une femelle de la sous-espèce fenderi
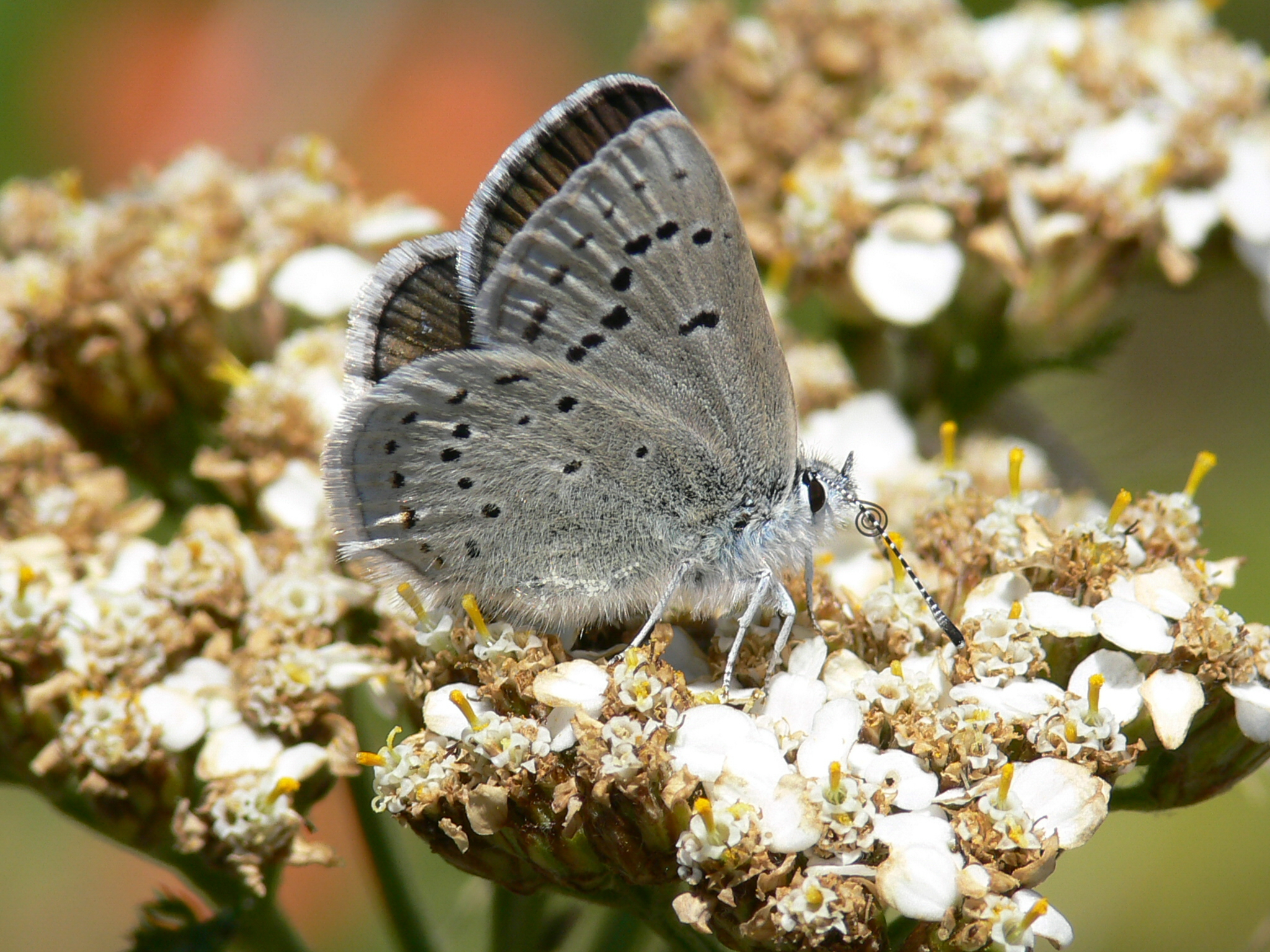
Revers de la sous-espèce missionensis.
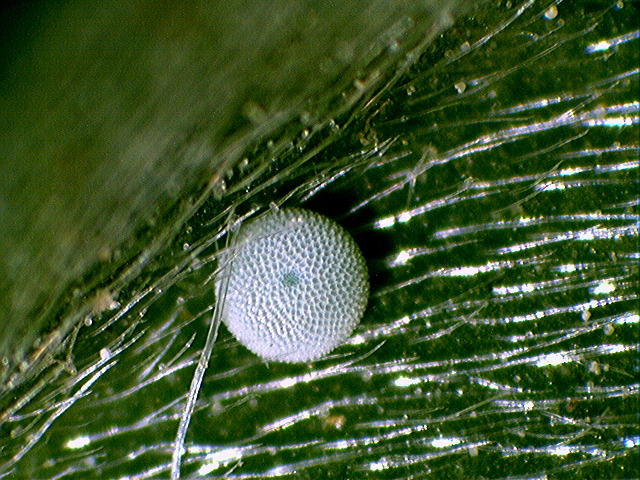
Œuf.
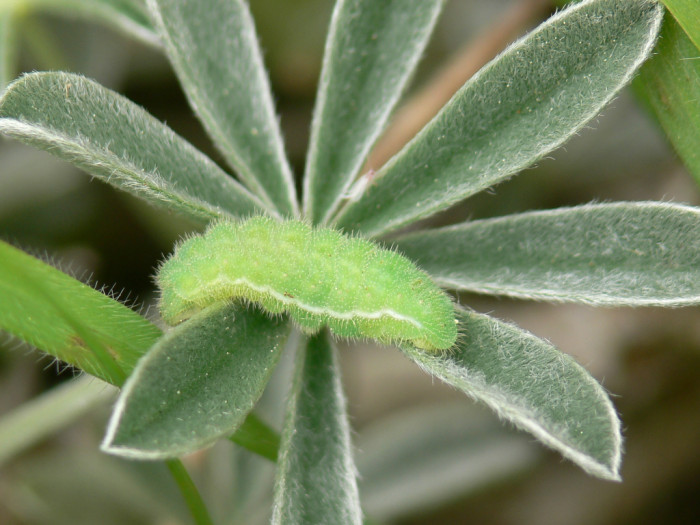
Chenille.

### Chenille
La chenille est rouge violacé ou verte, avec des bandes violacées sur le dos et des bandes diagonales blanches sur les côtés.

## Systématique
L'espèce Icaricia icarioides a été décrite par l'entomologiste français Jean-Baptiste Alphonse Dechauffour de Boisduval en 1852, sous le nom initial de Lycaena icarioides.
Elle a souvent été placée dans des genres différents en fonction des sources, notamment dans les genres Plebejus et Aricia. Son placement actuel dans le genre Icaricia a été confirmé par de récentes études de phylogénétique moléculaire. 

### Synonymes
- Lycaena icarioides Boisduval, 1852 — protonyme
- Plebejus icarioides (Boisduval, 1852)
- Aricia icarioides (Boisduval, 1852)

### Sous-espèces
De nombreuses sous-espèces ont été décrites :
- Icaricia icarioides icarioides (Boisduval, 1852) — Californie.
- Icaricia icarioides pheres (Boisduval, 1852) — Californie.
- Icaricia icarioides pembina (Edwards, 1862) — Montana, Canada.
- Icaricia icarioides lycea (Edwards, 1864) — Colorado.
- Icaricia icarioides pardalis (Behr, 1867) — Oregon.
- Icaricia icarioides evius (Boisduval, 1869) — Californie.
- Icaricia icarioides fulla (Edwards, 1870) — Californie, Nevada.
- Icaricia icarioides helios (Edwards, 1871) — Californie.
- Icaricia icarioides blackmorei (Barnes & McDunnough, 1919) — Île de Vancouver.
- Icaricia icarioides montis (Blackmore, 1923) — Colombie-Britannique.
- Icaricia icarioides moroensis (Hovanitz, 1930) — Californie.
- Icaricia icarioides fenderi (Macy, 1931) — Oregon.
- Icaricia icarioides missionensis (Hovanitz, 1937) — Californie.
- Icaricia icarioides buchholzi (dos Passos, 1938) — Arizona.
- Icaricia icarioides argusmontana Emmel, Emmel & Mattoon, 1998 — Californie.
- Icaricia icarioides panamintina Emmel, Emmel & Mattoon, 1998 — Californie.
- Icaricia icarioides inyo Emmel, Emmel & Mattoon, 1998 — Californie.
- Icaricia icarioides albihalos Emmel, Emmel & Mattoon, 1998 — Californie.
- Icaricia icarioides eosierra Emmel, Emmel & Mattoon, 1998 — Californie.
- Icaricia icarioides austinorum Emmel, Emmel & Mattoon, 1998 — Nevada.
- Icaricia icarioides atascadero Emmel, Emmel & Mattoon, 1998 — Californie.
- Icaricia icarioides santana Emmel, Emmel & Mattoon, 1998 — Californie.
- Icaricia icarioides parapheres Emmel, Emmel & Mattoon, 1998 — Californie.
- Icaricia icarioides nigrafem (Holland, 2011)
- Icaricia icarioides sacre (Holland, 2011)

## Noms vernaculaires
- en anglais : Boisduval's blue pour l'espèce ; Mission blue pour la sous-espèce missionensis ; Fender's blue pour la sous-espèce fenderi.
- en français : le Bleu de Boisduval[réf. souhaitée].

## Biologie

### Période de vol et hivernation
Les imagos volent d'avril à septembre suivant le biotope, en deux générations au Canada.
L'espèce hiverne au stade de chenille.

### Plantes-hôtes
Les plantes-hôtes sont des lupins (Lupinus).

## Distribution et biotopes
Icaricia icarioides est répandu dans la moitié ouest des États-Unis, dans le Sud-Ouest du Canada et en Basse-Californie (Nord-Ouest du Mexique).
L'espèce est commune et fréquente un large éventail de biotopes, comme les clairières, dunes côtières, landes et prairies de montagne,.

## Protection
La sous-espèce californienne missionensis, en danger d'extinction, fait l'objet de mesures de protection.